# Michael Howard (cầu thủ bóng đá, sinh năm 1978)
Michael Anthony Howard (sinh ngày 2 tháng 12 năm 1978) là một cầu thủ bóng đá người Anh thi đấu ở vị trí hậu vệ cho Afan Lido.

## Sự nghiệp
Sinh ra ở Birkenhead, Merseyside, Howard bắt đầu sự nghiệp với Liverpool trước khi được khi hợp đồng học việc với Tranmere Rovers. Anh được kí hợp đồng bởi Jim Harvey cho Morecambe từ Swansea City, nơi anh thi đấu 6 mùa giải, từ 2004-05.
Màn trình diễn liên tục ở vị trí hậu vệ trái giúp anh giành danh hiệu 'Junior Red of the Year' tại lễ trao giải cuối mùa giải 2005-06. Giải thưởng này được bình chọn bởi các thành viên của Morecambe Junior Reds Supporters' Club.
Vào tháng 1 năm 2008, Howard gia nhập Oxford United với bản hợp đồng cho mượn ngắn hạn. Anh bị Morecambe giải phóng hợp đồng vào tháng 5 năm 2009 và sau đó gia nhập đội bóng Ngoại hạng Wales Llanelli, có màn ra mắt trong chiến thắng tại Europa League trước Motherwell. Vào tháng 7 năm 2010, Howard gia nhập Aberystwyth Town.
Vào tháng 6 năm 2012 anh gia nhập Afan Lido.